# ホーゲ
ホーゲ（豪格、満洲語: ᡥᠣᠣᡤᡝ 、転写：hooge、万暦37年（1609年） - 順治5年4月12日（1648年5月4日））は、清の太宗ホンタイジ（皇太極）の長男。母は継妃ウラナラ（烏喇那拉）氏（即位前に離縁された）。

## 生涯
武勇に優れ、征戦でたびたび武功を挙げた。ホンタイジが大清皇帝に即位した崇徳元年（1636年）、粛親王（fafungga cin wang）に封じられる。ホンタイジの死後、皇位継承の有力候補であったが、同じく有力候補だった叔父（ホーゲより年少）のドルゴンを推す勢力と対立した。清が分裂することを避けるため、ホーゲ、ドルゴン双方とも皇位に就かず、ホーゲの異母弟である6歳のフリン（福臨、順治帝）が即位した。
明朝滅亡後、四川を支配下に置いた流賊の首領の張献忠は清軍の圧迫を受けて成都を捨て、順治3年（1646年）10月20日に塩亭県鳳凰山でホーゲの軍に射殺された。
順治帝の時代に摂政王として権勢をふるったドルゴンは、政敵ホーゲを失脚させるため誣告を利用してホーゲの爵位を剥奪、幽禁した。順治5年（1648年）、ホーゲは獄中で死去した。
順治帝はドルゴンの死後、ホーゲの冤罪を晴らし名誉を回復させ、ホーゲの息子のフシェオ（Fušeo、富綬）に親王位を継がせ、一方でドルゴンの爵位を剥奪した。ホーゲには「武」の諡が贈られ、粛武親王と称される。

## 家族

### 妻妾
- 正室：ナラ氏（? - 1635年） - 父方の従姉妹。ヌルハチの娘のマングジ（莽古済）とハダ部のウルグダイ（呉爾古代）のあいだの次女。1635年、ホーゲに殺害された。
- 側室：テスナ（元はリンダン・ハーンの妻）
- 側室：ボルジギト氏（後のドルゴンの側室）
- 側女：黄氏（? - 1648年） - 朝鮮の人。1648年、殉死した。

## 逸話
- 順治帝は兄のホーゲを大切に思っていた。ドルゴンが「ホーゲが謀反を企んでいる」と上奏した際、幼い順治帝は兄を助けようと泣いて命乞いし、罰金刑だけですんだ[1]。
- 数年後、ドルゴンは再びホーゲを謀反の罪で殺そうとするが、順治帝は一歩も譲らず「処刑は認めない」と毅然たる態度を示した[2]。